# Denticité

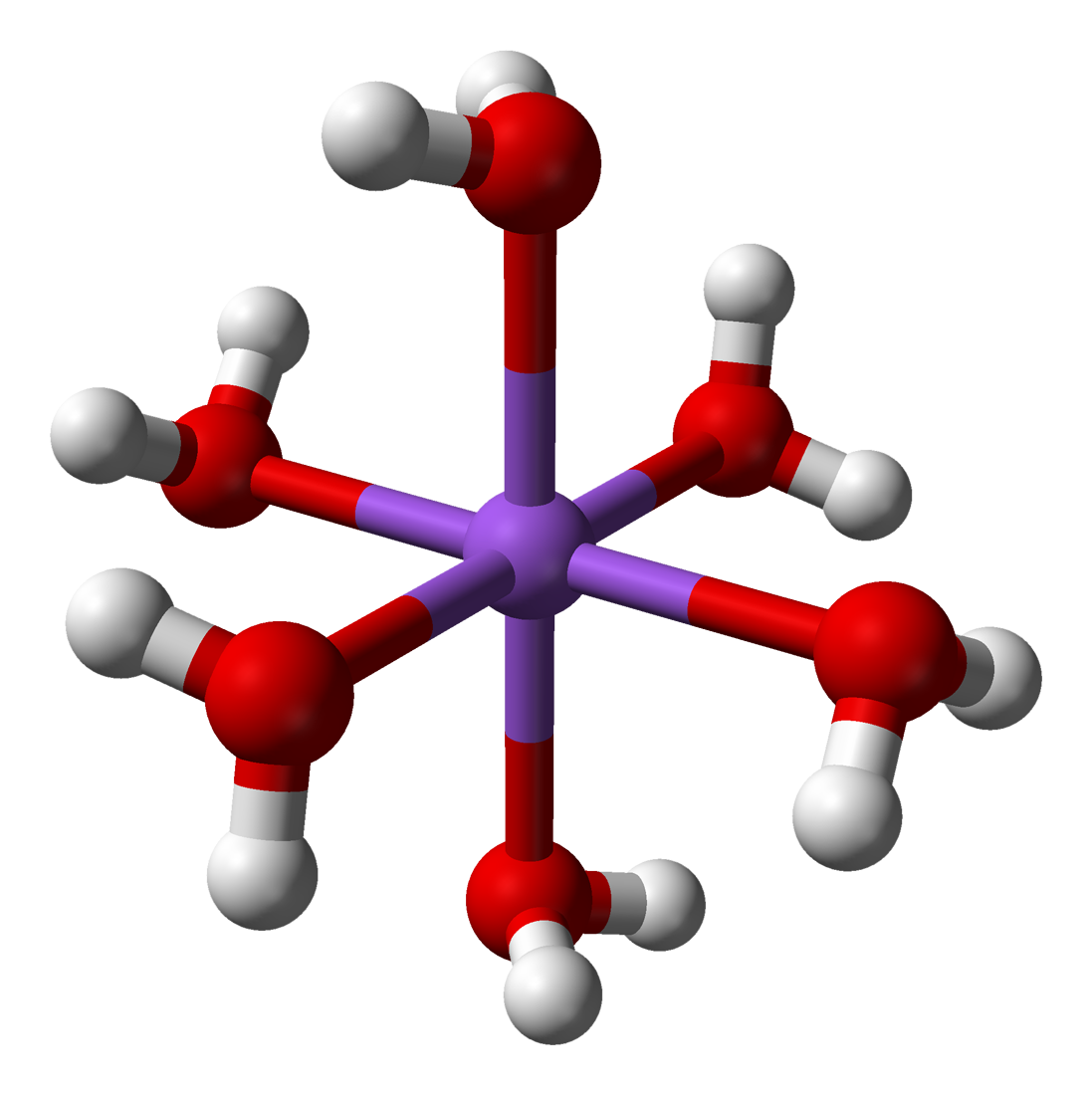
Atome ou ion (métallique) central entouré de 6 molécules d'eau jouant le rôle de ligands monodentés

La denticité (du latin dentis, dent, le ligand étant vu comme « mordant » l'atome central) est le nombre d'atomes d'un ligand (ou coordinat) pouvant se lier à un atome central, en général un métal, dans un complexe,. Lorsqu'un seul atome du ligand peut se lier à l'atome central, la denticité du ligand est de un et on parle de ligand « monodenté ». Si à l'inverse le ligand peut se lier à l'atome central via plusieurs atomes, on parle de ligand « polydenté » ou « multidenté ». Les équivalents anglais (parfois rencontrés en français) sont « monodentate » et « polydentate ».
La denticité doit être distinguée de l'hapticité : pour la denticité, il s'agit du nombre de « monoatomes » d'un ligand pouvant se lier à un métal alors que l'hapticité décrit le nombre d'atomes d'un groupe d'atomes, liés entre eux, se liant « globalement » à un atome central, sans que cette liaison soit localisée particulièrement entre l'atome central et l'un des atomes du groupe liant.

## Classes de denticité

Structure de l'oxaliplatine, un composé pharmaceutique contenant un atome de platine complexé par deux ligands bidentés différents.

Les ligands polydentés sont des agents chélateurs et sont classés selon leur denticité :
- Les ligands bidentés (parfois aussi appelés didentés) sont des ligands pouvant se lier avec deux de leurs atomes, comme l'éthylènediamine. Deux ligands bidentés sur un octaèdre laissent deux positions possibles (disposition relative des deux sommets libres), l'isomère géométrique avec deux libres côte à côte est dit cis tandis que celui avec deux libres de part et d'autre est dit trans. De plus l'isomère cis présente aussi une chiralité axiale, il y a donc deux énantiomères cis, notés Δ et Λ. Trois ligands bidentés sur un octaèdre forment un objet de chiralité axiale et se présente comme une paire d'énantiomères qui sont dits Δ/Λ.

- Les ligands tridentés peuvent se lier avec trois de leurs atomes, comme la terpyridine. En géométrie octaédrique, les ligands tridentés se lient généralement par deux types de connexions, appelées mer (méridional) et fac (facial) (suivant qu'ils occupent, dans l'octaèdre, une trois sommets alignés ou disposés sur une face, respectivement). Les ligands tridentés cycliques tels que le TACN et le 9-ane-S3 se lient de manière faciale.
- Les ligands tétradentés peuvent se lier avec quatre de leurs atomes, comme la triéthylènetétramine (abbrégée en trien). Les ligands tétradentés se lient par trois types de connexions dépendantes de la topologie et de la géométrie du centre métallique. Pour des complexes octaédriques, un ligand tétradenté linéaire peut se lier selon trois géométries. Les ligands tétradentés tripodaux, comme tris(2-aminoéthyl)amine, sont plus contraints, et sur un atome octaédrique, ils n'occupent pas deux sites en cis.  Beaucoup de ligands macrocycliques naturels ou artificiels sont tétradentés, comme la porphyrine dans l'hème ou la phtalocyanine.
- Les ligands pentadentés peuvent se lier via cinq de leurs atomes, comme l'acide éthylènediaminetriacétique.
- Les ligands hexadentés peuvent se lier via six de leurs atomes, l'exemple le plus connu étant l'EDTA.

On connait aussi des ligands dont la denticité est supérieure à 6. Les ligands 1,4,7,10-tétraazacyclododécane-1,4,7,10-tétraacétate (DOTA) et diéthylène triamine pentaacétate (DTPA) sont octadentés.  Ils sont particulièrement utiles  pour lier des ions lanthanide(III) qui ont typiquement un nombre de coordination supérieur à 6.

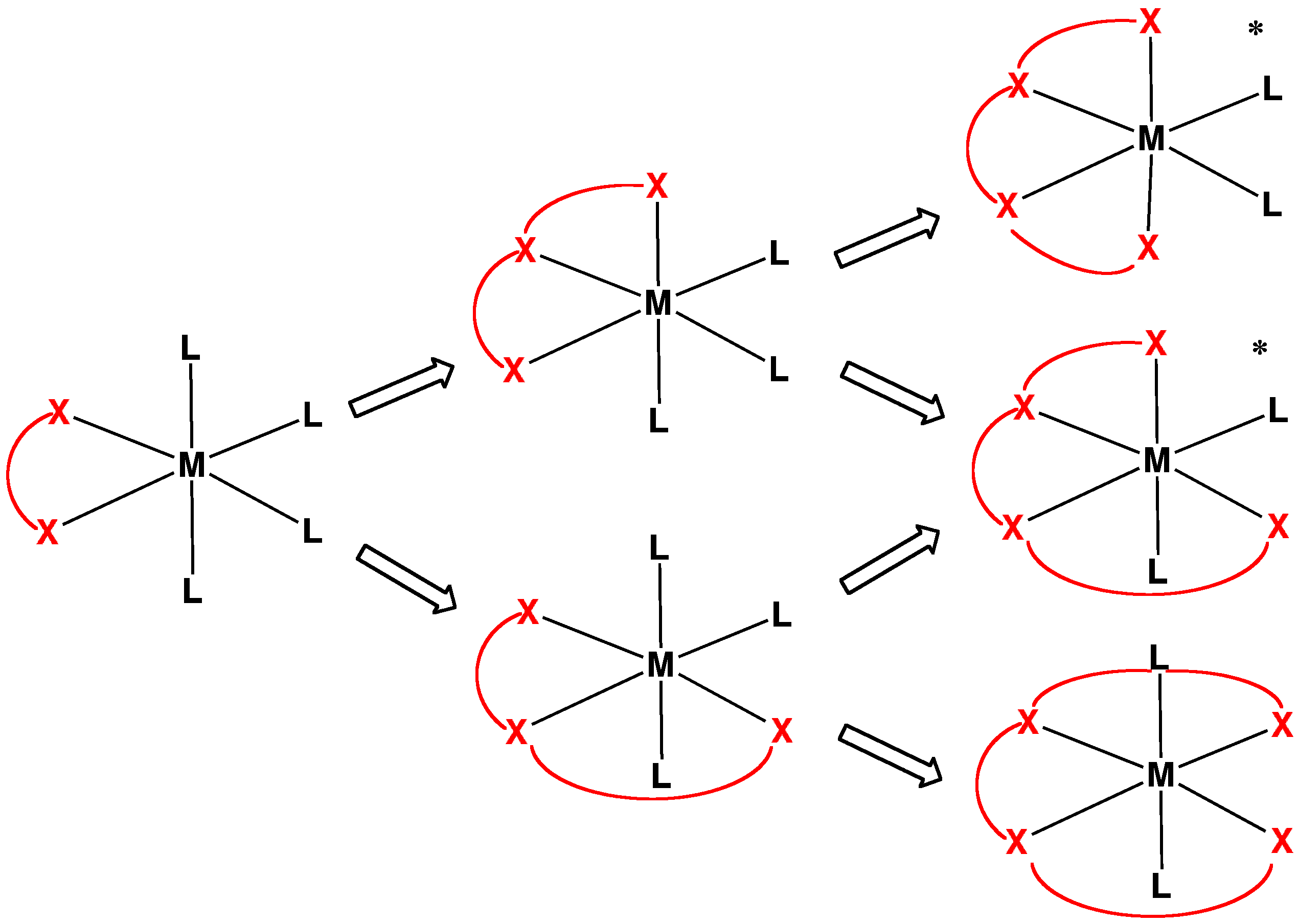
Ligands « linaires » bi-, tri- and tétradentés (rouge) liés à un centre métallique octaédrique. Les structures marquées d'une astérisque sont chirales en raison de l'enroulement du ligand tétradenté.

## Constantes de stabilité
En général, la stabilité d'un complexe métallique est corrélée à la denticité du ligand. Cette stabilité est représentée quantitativement sous la forme de constantes de stabilité. Pour un jeu d'atomes donneurs similaire, les ligands de forte denticité tendent à se lier plus fortement aux ions métalliques que les ligands de plus faible denticité.